# Variable Bit Rate
Variable Bit Rate (VBR) är en teknik för att anpassa mängden data i en dataström efter hur mycket data som behöver överföras för att på ett bra sätt återge informationen. Används bland annat inom mp3, ogg och mpeg4 för att med bibehållen eller mindre total datamängd överföra bild eller ljud med högre kvalitet. Tekniken är motsatsen till Constant bitrate (CBR).